# États arabes du Golfe
« Pays du Golfe » redirige ici. Ne pas confondre avec Pays du Golfe (Australie).

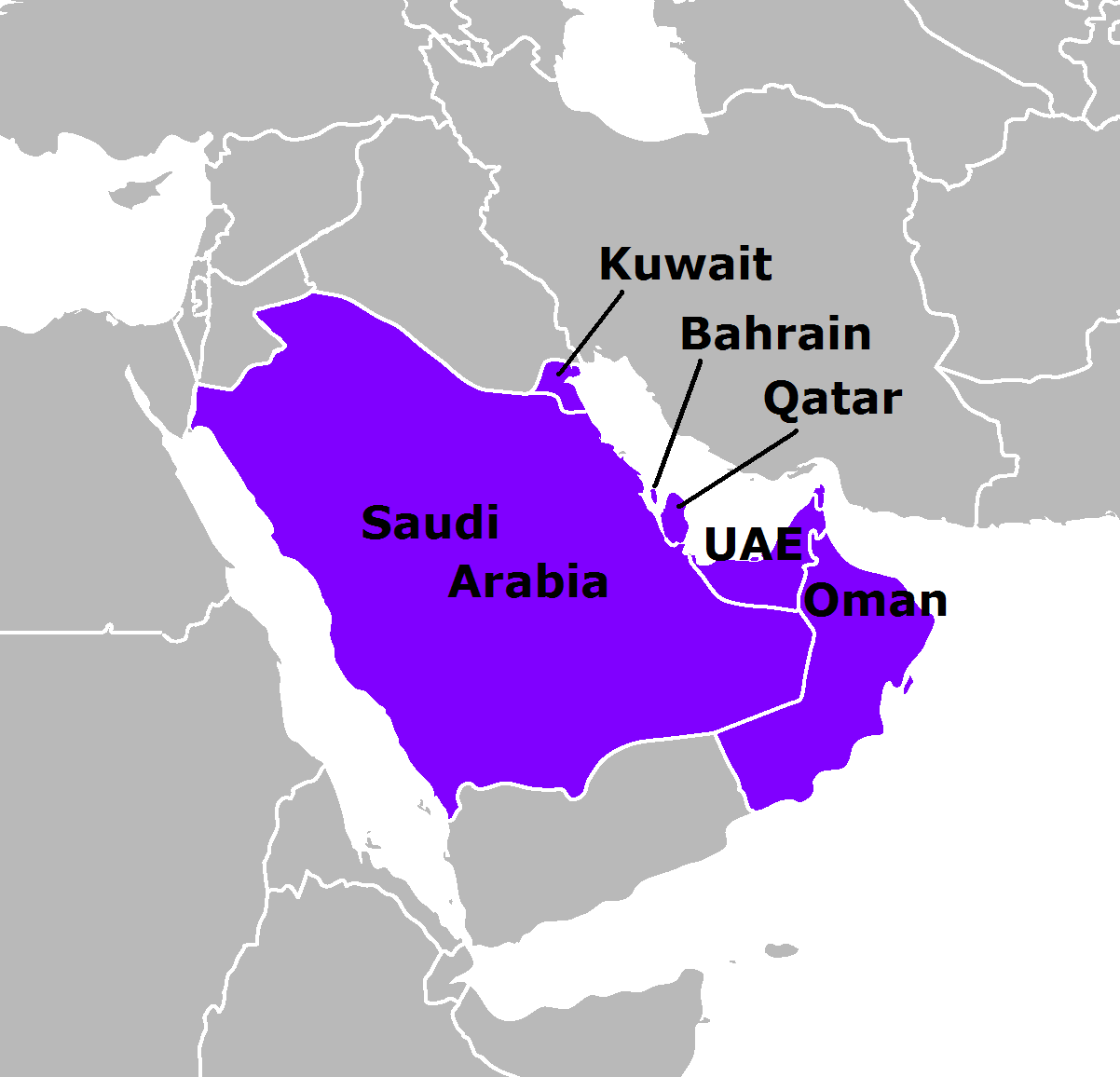
Carte des membres du Conseil de coopération du Golfe (hors Irak).

Les États arabes du Golfe, les États du Golfe ou les États arabes du golfe Persique sont des termes qui font référence à des États arabes riverains du golfe Persique, à savoir le Koweït, l'Irak,,, Bahreïn, Oman, le Qatar, l’Arabie saoudite et les Émirats arabes unis (EAU). La plupart de ces pays font partie du Conseil de coopération des États arabes du Golfe (anciennement le Conseil de coopération du Golfe ou CCG).
Géographiquement, les pays du Golfe de langue arabe se situent à l’emplacement de l’ancienne Arabie orientale. Les rives du Golfe ne s'étendent pas au-delà de l'Arabie orientale. Le Hedjaz, le Nejd et l'Arabie du Sud ne font pas partie du Golfe. Les Arabes de l’Arabie orientale parlent un dialecte connu sous le nom d’arabe du Golfe. La plupart des Saoudiens ne parlent pas l'arabe du Golfe, car la plupart des Saoudiens ne vivent pas dans l'est de l'Arabie. Il n'y a que 200 000 locuteurs de l’arabe du Golfe en Arabie Saoudite, la plupart dans la province littorale orientale,. L’arabe du Golfe est distinct de l'arabe saoudien. La grande majorité des citoyens saoudiens parlent arabe Hejazi, arabe najdi et les dialectes d'arabe bareqi, qui ne sont pas des dialectes de l'arabe du Golfe,.

## Économie
Tous ces États arabes bénéficient de revenus importants issus du pétrole. Bahreïn a la première économie du Golfe « post-pétrole » parce que l'économie de Bahreïn ne repose pas sur le pétrole. Depuis la fin du XXe siècle, Bahreïn a beaucoup investi dans les secteurs bancaire et touristique. La capitale du pays, Manama est le siège de beaucoup de grandes structures financières. Bahreïn a un indice de développement humain élevé (48e rang dans le monde) et a été reconnue par la Banque mondiale comme une économie à revenu élevé. Les Émirats arabes unis ont diversifié avec succès leur économie. 71 % du PIB total des EAU provient de secteurs non pétroliers. Le pétrole ne représente que 2 % du PIB de Dubaï.
En outre, les petits États côtiers (en particulier Bahreïn et Koweït) étaient des centres important d'échange et de commerce avant l’essor pétrolier. L’Arabie orientale dispose également de bancs de perles importants, l'industrie perlière s'est effondrée dans les années 1930 après la mise au point de méthodes de culture de perles par des scientifiques japonais.
Selon la Banque mondiale, la plupart de ces États arabes ont été les plus généreux donateurs dans le monde rapporté à leur PIB.

## Culture et politique
Les habitants indigènes de la côte du Golfe d'Arabie orientale partagent des cultures similaires et des styles de musique tels que le sawt, le fjiri, et la liwa (musique). Jusqu'à très récemment, l'ensemble de l'Arabie orientale, du sud de l'Irak aux montagnes d'Oman, était une zone où les gens se déplaçaient, s’installaient et se mariaient, indifférents aux frontières nationales. Les habitants de l'Arabie orientale partagent une culture fondée sur la mer. L'homogénéité culturelle de l'Arabie orientale existait dans les temps pré-islamiques (surtout au Dilmun). 
Un dialecte connu sous le nom arabe du Golfe est parlé sur la côte du Golfe de l'Arabie orientale. Seulement les Arabes de l'Arabie orientale parlent l'arabe du Golfe. La plupart des Saoudiens ne parlent pas l'arabe du Golfe, car la plupart des Saoudiens ne vivent pas en Arabie orientale. Moins de 15 % des Saoudiens vivent en Arabie orientale, la grande majorité des Saoudiens vivent dans l'Hedjaz et le Nejd. Il n'y a que 200 000 locuteurs de l’arabe du Golfe en Arabie Saoudite, la plupart du temps dans la province côtière orientale,. L’arabe du Golfe est distinct de l’arabe d'Arabie. La grande majorité des citoyens saoudiens parlent l’arabe Hejazi, l’arabe Nedji et les dialectes de l'arabe bareqi, qui ne sont pas des dialectes de l'arabe du Golfe,. La plupart des habitants indigènes de la région côtière du Golfe sont originaires de la péninsule arabique et de l'Iran. Avant que la CCG ne soit  créé en 1981, le terme « Khaleeji » était exclusivement utilisé pour désigner les habitants de l'Arabie orientale. Le terme « Khaleejis » (les Arabes du Golfe) est souvent mal utilisé pour identifier tous les habitants de la péninsule arabique. 
Certains États sont des monarchies constitutionnelles avec les parlements élus. Bahreïn (Assemblée nationale, (Majlis al Watani)) et le Koweït (Majlis al Oumma) ont des législatures avec des membres élus par la population.
Le sultanat d'Oman a aussi un conseil consultatif (Majlis ash- Shura) qui est élu par le peuple. Dans les Émirats arabes unis, une fédération de sept émirats monarchiques, le Conseil national fédéral est seulement comme un organe consultatif, mais certains de ses membres sont désormais choisis par un petit collège électoral nommé par les sept dirigeants. L’Arabie Saoudite reste une monarchie héréditaire avec une représentation politique limitée. Au Qatar, l’idée d’un parlement national élu a été évoquée et inscrite dans la nouvelle constitution, mais les élections n’ont pas encore eu lieu.